# کارلوس کاستانیو پانادرو
کارلوس کاستانیو پانادرو (انگلیسی: Carlos Castaño Panadero؛ زادهٔ ۷ مهٔ ۱۹۷۹) دوچرخه‌سوار پیست اهل اسپانیا است.
از باشگاه‌هایی که در آن بازی کرده‌است می‌توان به تیم دوچرخه‌سواری اندلسیا اشاره کرد.
وی در مسابقات کشوری و بین‌المللی در مجموع برندهٔ ۲ مدال برنز شده‌است.